# جيمس سايمور بريت
جيمس سايمور بريت (بالإنجليزية: James Seymour Brett)‏ هو ملحن بريطاني، ولد في 3 أبريل 1974.

## وصلات خارجية
- جيمس سايمور بريت على موقع IMDb (الإنجليزية)
- جيمس سايمور بريت على موقع ميوزك برينز (الإنجليزية)
- جيمس سايمور بريت على موقع أول موفي (الإنجليزية)
- جيمس سايمور بريت على موقع ديسكوغز (الإنجليزية)
- جيمس سايمور بريت على موقع قاعدة بيانات الفيلم (الإنجليزية)
- جيمس سايمور بريت على موقع كينوبويسك (الروسية)